# Xian de Zhuanglang
Le xian de Zhuanglang (庄浪县 ; pinyin : Zhuānglàng Xiàn) est un district administratif de la province du Gansu en Chine. Il est placé sous la juridiction de la ville-préfecture de Pingliang.

## Démographie
La population du district était de 409 812 habitants en 1999.